# Sestrorețk
Sestrorețk (rus. Сестрорецк, fin. Siestarjoki) este un oraș în nord-vestul Rusiei, la 30 km nord de Sankt Petersburg, pe malul Mării Baltice. Are cca 40 mii de locuitori (2003) și este o importantă stațiune balneară și de agrement. 
Orașul a fost fondat în anul 1714 de către împăratul Petru cel Mare al Rusiei. Între 1809 și 1917 a făcut parte din Marele Principat al Finlandei iar din 1917 și pînă în 1940 s-a aflat în componența Finlandei independente.